# オトメディウス
『オトメディウス』(OTOMEDIUS) はコナミデジタルエンタテインメントのアーケード用横スクロールシューティングゲーム。
2008年11月20日にはXbox 360で家庭用移植版である『オトメディウスG（ゴージャス!）』が発売された。

## 概要
同社の『グラディウス』および『パロディウス』シリーズの流れを汲んだゲームだが、タイトルの通り女性キャラクターを前面に推し出したゲームデザインが特徴。システム面の大きな特徴として、シリーズ初となるオンラインによるゲーム内容の更新とe-AMUSEMENT PASSによる個々プレイデータの保存機能がある。
2007年2月16から17日に行われたAOU2007アミューズメント・エキスポで初公開され、同イベントの人気アンケートで1位を獲得、2007年10月15日より正式稼動開始。
キャラクターデザインには『ケロロ軍曹』の作者であり過去には同社のゲームの『出たな!!ツインビー』のコミカライズやメディアミックス作品の『ツインビーPARADISE』のイラストレーターとして携わった吉崎観音を起用。2011年にはXbox 360専用ソフトで続編『オトメディウスX(エクセレント!)』が発売されている。
アーケードゲームとしてのオンラインサービスは2011年9月30日に一度終了。その後家庭用PCからアーケードゲームをプレイできるe-AMUSEMENT CLOUDの収録タイトルとして2014年8月11日にサービスを再開したが、2016年12月15日に新サービスに移行されずに旧サービスと同時に終了。

## プロローグ
惑星グラディウスと亜時空星団バクテリアンとの激戦から数千年の時が流れ、超時空戦闘機の戦いが伝説から神話へと姿を変え語られるようになっていたその頃…
ここ21世紀の地球では宇宙から訪れた謎の敵バクテリアンとの戦いが続いていた。
聖グラディウス学園に通う高校二年生の少女、空羽亜乃亜（アオバアノア）はバクテリアンと戦う秘密組織「G」に才能を見出され、バクテリアンと戦うための乙女「天使」となったのだった。そんな彼女に与えられたのは伝説に語られる「ビックバイパー」の名を冠した戦闘騎（ライディングバイパー）であった。
伝説から数千年、新たな神話が幕を開ける。

## ゲーム概要
コナミのアーケードゲームとしては1999年の『グラディウスIV』以来から約8年振りに稼動されたシューティングゲームである。
これまでのシューティングゲームは、1クレジットで（ミスもしくはゲームクリアによる）ゲームオーバーまで継続して遊べるシステムであった。しかし、本作は数あるステージを任意の順番で選び、1クレジットにつき最大3ステージまでを遊ぶことができるというBEMANIシリーズのようなシステムとなっている。
そして、このシステムを踏まえ、それぞれのプレイを単一のものとせず継続プレイを前提とした構成となっている。具体的には、e-AMUSEMENTに対応することで実現された以下の3点である。
個人データの記録
ゲームセンターで300から500円ほどで販売されているICカード「e-AMUSEMENT PASS」に、プレイヤーネーム（変更不可）、オトメカードの獲得状況、ステージクリア履歴（スコア、ノーミスクリア、ノーダメージクリア）などのプレイ状況を記録することができる。個人データはe-AMUSEMENTの携帯電話用ウェブサイトであるコナミネットDXで確認することができる。
キャラクターの育成
ゲームをプレイすることで得られる育成ポイントにより使用キャラクターの天使としての階級を上げることができ、階級を上げることでより高い難易度のミッションに挑戦することが可能になる。e-AMUSEMENT PASS1枚で使用可能なキャラクター全てをそれぞれに育成することができる。
オンラインサービス
プレイごとのスコア（得点）が全国の筐体から自動的に集計され、シューティングゲームにおける主なやりこみ要素であるハイスコアトライアルが常時最新のデータで行われる。データは筐体上だけでなく、コナミネットDXでも確認することができる。
また、ゲーム発売後もネットワークを通じてゲームがアップデートされキャラクターや武装が追加されている。今後はステージ追加や対戦プレイの実装も予定されている。
本作では100種類以上の武装が登場し、プレイするたびに新たな武装を獲得することが可能となっており、それによりプレイヤーごとに独自の機体を作り上げることができるのも大きな特徴である。

## 筐体概要
e-AMUSEMENT対応汎用筐体「e-AMUSEMENT CABINET」（『ワールドサッカーウイニングイレブン2006 アーケードチャンピオンシップ』、『NOVAうさぎのゲームde留学!?』や『脳開発研究所クルクルラボ』等と同型のミディタイプ筐体）を使用し、他タイトルから操作パネルや基板を入れ替えてのコンバージョンが可能である。本ゲームへのコンバージョンキットは2007年10月29日にリリースされた。
画面はタッチパネル、操作パネルには8方向レバー（自機の移動）と3ボタン（●パワーアップ、●ショット、●バースト）と、上に置くだけで認識するタイプのe-AMUSEMENT PASSのカードリーダーがある。

## ゲームの流れ
コイン投入後の流れを順を追って示す。
1. e-AMUSEMENT PASSの読み取り・パスワード入力・データ承認。
  - PASS無しでもプレイ可能だが、PASSを使用することで様々な追加要素を利用することができる。
2. プレイするゲームモードを選択（選択可能なモードは下記「4.」を参照）。
3. 使用キャラクター・パワーアップ方式を選択。
4. その後の流れは、以下のそれぞれのゲームモードを参照。
  - シングルミッションモード
    1. プレイするミッションを選択。
    2. 使用するウェポンを選択。
    3. ゲームをプレイ。ゲーム中の操作・システムについてはゲームシステムを参照。
      - 途中で残機が0になった場合は追加クレジット投入でコンティニュー（戦闘再開）できる。コンティニューしない場合はゲーム終了。出荷時の設定では、ゲーム開始時の残機は2。

    4. ステージの最後にいるボスを倒せばミッションクリア。プレイ結果を表示し、再びミッションを選択。3つのミッションをクリアした場合はゲーム終了。

  - バーサスミッションモード
    1. 使用するウェポンを選択。
    2. マッチング（対戦相手の決定。自動的に決定されネット上に対戦相手が見つからない場合にはCPUが対戦相手となる。）
    3. ゲームをプレイ。ゲーム中の操作・システムについてはゲームシステムを参照。
      - 何度ミスをしてもゲームオーバーにはならない。

    4. エリアEのボスを倒すとミッションクリア。ただし、ミッションスタートから8分を過ぎるとタイムオーバーとなりミッション終了となる。
    5. 獲得エレメント数、獲得カプセル数、ダメージ量によりそれぞれ順位がつけられ、順位に応じたボーナスポイントがスコアに加算され最終的な対戦順位が決定する。

  - 店舗内バーサスミッションモード
    - バーサスミッションモードに順ずるが同一店舗内に2台以上の筐体が無ければ対人戦はできない。
5. ゲーム終了時にプレイ総合結果を表示。ゲームはここで完全に終了し、再プレイする場合は追加クレジットを要求される。
  - 再プレイを選択した場合、e-AMUSEMENT PASSの承認は不要でゲームモードの選択から始まる。そのためカウントがゼロになる前に席を立った場合、他人に自分のデータでプレイされデータを記録される恐れがある。これを避けるには、再プレイしない場合には自らカウントをゼロにしてから席を立つ必要がある。

## ゲームシステム

### 自機の操作
グラディウス同様に●ショットボタンで敵を攻撃する。敵編隊や赤い敵を倒した際に出現する青色の「パワーカプセル」を取得すると、その数に応じて画面下に表示されている「パワーアップメーター」が点灯し、希望のウェポンが点灯したところで●パワーアップボタンを押すとそれを装備できる。●ショットボタンがショットとミサイル兼用となっているため、従来のアーケード版グラディウスシリーズと違いミサイルボタンは存在しない。
パワーアップで装備できる「オプション」はショットボタンに連動して、自機と同じ攻撃が発射される。オプションは直接破壊されることがない。
パワーアップすると、引き換えにパワーカプセルの所持数は0に戻る。再びカプセルを集めれば別のウェポンを装備することも可能。なお、6つパワーカプセルを所持している状態で、パワーアップせずにさらにパワーカプセルを取った場合は1つめのウェポンに戻り、スコアに5000点が加算される。
なお、本作ではパワーカプセルは1個取るごとに500点加算される。

#### パワーアップシステム
ゲーム開始時に以下の二つからパワーアップシステムを選択することができる。
マニュアル
所持しているパワーカプセルの数に応じたパワーアップをプレイヤー自身が判断して●パワーアップボタンを押して全てのパワーアップを自分で行うモード。
セミオート
パワーカプセルを取得していく事で、●パワーアップボタンを押さなくても予め決められた順番通りに自動的にパワーアップを行ってくれるモード。プレイヤー自身が●パワーアップボタンを押して任意のパワーアップを取得する事も可能である。しかし、このモードを選択すると取得経験値と点数に多少の減少補正が掛かってしまう。

#### シールド
ライフ制と残機制が併用されており、グラディウスシリーズにおける「フォースフィールド」に相当するシールドが最初から装備された状態でゲームがスタートする。そのため、スタート時点でいきなりミスになったり、ミス直後に自機が復帰したもののすぐに敵の攻撃や敵機をよけきれずにミスということが起こりにくくなっている。ただし、本作ではパワーアップやアイテムとしてのシールドは存在しない。シールドゲージの回復はミッションクリア後、次のミッションの開始時にゲーム筐体内部での難易度設定に応じて回復するのみである。
シールドゲージは、敵の攻撃に当たったり地形に接触する事で減少（減少量は被弾した攻撃の種類とゲーム筐体内部の設定に応じて異なる。また、地形に接触し続けた場合と、敵のレーザー系武装に被弾した場合は無敵時間が発生せず、被弾し続けている間、減少し続ける）し、残量が0になるとシールドが消滅する。その状態で敵弾か敵機の直撃を受けるとミスとなり残機を一機失う。シールドの有無にかかわらず「地形に接触してもミスにならないが、地形とスクロールによる画面端に挟まれた場合はミスになる。なお、後述する家庭用の「ゴージャスモード」では地形接触に関する仕様が変更されており、シールドのない状態で地形に接触するとミスになる。
ミスをしてしまった場合は再スタートは『沙羅曼蛇』などと同様にその場で自機が復活する。パワーアップは全て失われるが、シールドとバーストストックは最大に戻り、パワーカプセルを1つ所持した状態で再開される。またオプションを装備していた場合は、画面の右から左に向かって漂うため、画面に残っている間は回収することができる。

#### バーストアタック
いわゆるボム。初期状態のストックおよび最大ストック数は2個で、●バーストボタンで使用する。
- バーストボタンを押してすぐに離すと画面上の全ての敵にダメージを与え、敵弾を消す「クイックバースト」になる。使用後はしばらくの間は無敵状態になるため緊急回避に使える。但し、当たり判定のある地形をすり抜けることは出来ない。この方法で消した敵弾は後述する「エレメント」に変化する。
- バーストボタンを一定時間押し続けてから離すと「ドラマチックバースト」（D-バースト）が発動する。使用キャラに応じた特殊攻撃が発動し、その効果で倒した敵は全てパワーカプセルになる。ただし無敵時間は発動した一瞬にしか無く、装備しているオプションが外れてしまう（回収可能だが取り逃すと失われる）というデメリットもある。また、D-バーストの溜め中はショットおよびパワーアップの入力を受け付けないため、その間は隙が出来てしまう。D-バーストは稼ぎプレイや、敵に大ダメージを与えるといった攻撃的な性質を持っている。
- バーストアタックは、「BURST」をパワーアップするかパワーカプセルを取ることでゲージが回復していく。ゲージが一定量たまるとストック数が回復する。回復量はBURSTをパワーアップする方が多い。また、ミス（コンティニュー含む）した場合は初期値（最大値）まで回復する[8]。

### エレメント
- 敵を倒すと六角形の「エレメント」が出現、大(小100個分)・中(小20個分)・小の3種類が存在する。
- 大・中はショットを打ち込む事で小エレメントを放出するが、過度の打ち込みでひびが入り、さらに撃ち込むと消滅してしまう。敵の目の前に現れた場合、ショットの盾になることもあるので注意が必要。
- 小のみ自動回収され、大・中は自機で回収する必要有り。
- 回収数はミッションクリア後の成績ランクとオトメカードの内容に関わるらしい。
- ステージ中には隠しエレメントが配置されており、何もないはずの空間に自機のショットが命中する場合、そこを攻撃し続けていると隠されたエレメントが出現する。画面の下部、段差の手前など、通常通らない場所や、やや危険な場所にあることが多い。

### 属性
- キャラクターやウェポン、エレメント及び敵キャラクターなどには水・炎・風・地のいずれかの属性がそれぞれ設定されている。さらにこれら4属性いずれにも属さない無属性も存在する。
- 水と炎、風と地の間には相反関係があり、同属性の敵機に対しては与えるダメージが減少し、反属性であれば高いダメージを与えられるようになる。
- 同属性のエレメントに対しても与えるダメージが減少するため、大・中のエレメントに対しより多くのショット打ち込みによる小エレメント放出を試みる事が出来る。
- これによって、ステージ・プレイスタイルによって有効なウェポンが変わってくるため、属性の選択は攻略のカギとなる。
- 武装それぞれの属性は入手時のオトメカードの武装名の右に描かれたアイコンの種類、もしくはその武装を使用した時画面に表示される見た目の色に準じる。水＝青　火＝赤　風＝紫　地＝黄色。

## e-AMUSEMENTを使うことで利用できる要素

### インターネットハイスコアランキング
ハイスコア集計はe-AMUSEMENT PASSの登録名を元に行うため、ゲストでは参加できない。ハイスコア集計は第n期集計という形で定期的に締め切られ、リセットされる。スコアを更新すると、古い記録は上書きされる（かつての一般的なアーケードゲームのように、スコアアタックを繰り返すことでランキングが同一ネームで埋まるような現象は起こりえない）。スコアはキャラクター毎に記録されるが、集計は一律である。

### オトメカード
ゲーム終了時に授与されるアイテム。オトメカードはキャラクター別にコレクションされるため、別のキャラが使用することはできない。
ウェポンカード
手に入れたウェポンカードは、入手した次のゲーム以降のミッション開始前にパワーアップ選択で選択することができるようになる。中にはLv2・Lv3というウェポンカードも存在し、これらはパワーアップ後にさらにパワーアップできるようになる。ただし、高レベルのパワーアップは制限時間が存在する。詳細はウェポンカードによる追加装備を参照。
イラストカード
イラストカードは1枚のイラストが複数のカードに分割されたもので、すべて集めることで1枚のイラストになる。カラーとモノクロが存在する（モノクロで取得済みのピースを再度取得するとカラーになる）。
奇跡賞与
育成ポイントを1000STもらえる。

### 育成ポイント（ST）
- 各プレイヤーキャラクターにはそれぞれ天使としての階級が存在し、育成ポイントはその階級を上げるための数値で、いわゆる経験値に相当する。
- 育成ポイントは以下の手段で得ることができる。
  - ゲームプレイ中にエレメントを回収する。エレメントの回収数に難易度による倍率をかけたものが育成ポイントになる。ただし、ミスをする毎に回収したエレメントの半分を失うため、高難易度ミッションのボスで複数回コンティニューしたり、複数回コンティニューした挙句ミッション失敗した場合は、評価ボーナスのマイナス分を下回ることもある。
  - 評価ボーナス。高難易度で高評価なもの程得られる育成ポイントは多いが高難易度で低評価の場合マイナスになることもある。
  - 奇跡賞与カード。ゲーム後に得られたオトメカードが奇跡賞与カードだった場合、育成ポイントが1000与えられる。

## 登場キャラクター

### プレイヤーキャラクター
ゲーム開始時にプレイヤーキャラクターを選択する。キャラクターによって初期パワーアップメーターの順番・内容やオプション・バーストアタックの性能などが異なる（ゲーム終了後に支給される装備で変更可能）。
乗機は従来の戦闘機タイプではなく、「ライディングバイパー」（戦闘騎）という飛行バイクの様なタイプになっており、キャラクターはむき出しの状態で搭乗する。
空羽亜乃亜（アオバアノア） & ビックバイパー Aoba Anoa & Vic Viper
声：佐藤利奈
地球出身の新人天使。搭乗する機体はグラディウスシリーズ伝統の主人公機体であるビックバイパー。ビックバイパーをイメージしたようなキャラクターデザインで、髪型はツインテールのような形状になっている。イメージカラーはスカイブルー。
基本属性は水。パワーアップゲージは「スピード→ミサイル→ダブル→レーザー→オプション→バースト」。オプションは自機の動きをトレースする形でスムーズに移動する。初期装備は初代グラディウスそのままのバランスの良い万能タイプ。
ドラマチックバーストはいわゆるロックオンレーザーで、指で敵をタッチするとその敵が着弾地点となる。タッチ数はオプションの数だけ増え、タッチ数が残っているとその残りはすべて照準アイコンの位置に着弾する。着弾地点には爆風が発生するため、ある程度の敵を爆風に巻き込むことができる。しかし効果時間が短く得点を稼ぎづらい。
エリュー・トロン & ロードブリティッシュ Erul Tron & Lord British
声：下屋則子
惑星グラディウスからやってきたエースの天使。搭乗する機体は沙羅曼蛇に登場した機体であるロードブリティッシュ。亜乃亜と同じくロードブリティッシュを意識したデザインになっており、同じく機首をイメージしたようなポニーテールのような髪型で、リボンとカチューシャをしている。イメージカラーはレッド。イラストカードによれば、正式名が決まる以前は「ロードブリティッシュちゃん（仮）」として描かれており、亜乃亜同様にはじめから登場機のイメージを反映したキャラ造形がなされていたようである。
基本属性は火。パワーアップゲージは「スピード→ミサイル→レーザー→ダブル→オプション→バースト」。オプションはマルチプルで、自機をトレースする形で、移動距離に関わらず一つ前のオプション位置までカクカク強制移動するという性質を持つ。初期装備はツインミサイル、レーザー、リップルの攻撃力重視型。
ドラマチックバーストは指定した六角形のアイコンの場所および指定したマルチプルの位置に一定時間爆風を発生させるもの。爆風はアイコンからのものが最も大きく、マルチプルからは小さめの爆風となる。発生場所はアイコンはタッチ操作、マルチプルはドラッグして位置を指定する。効果時間が長く、威力も高いために初心者でも使いやすい。ただし、アイコンのタッチ操作時にマルチプルがアイコンの位置に「引き寄せ」られるため、特にマルチプルがアイコンや他のマルチプルと重なった際の操作に慣れが必要な場合がある（Xbox 360版では個別に操作可能であるため、この問題は緩和されている）。
エモン・5 & クセルバイパー Emon Five & Xel Viper
声：浪川大輔
平行宇宙に存在する惑星「エビスボシ」からやってきた男性天使。『がんばれゴエモン』シリーズや初代『パロディウス』に登場した「ゴエモン」をモチーフにしたキャラクターで、搭乗する機体はゴエモンが武器として使っているキセルをモチーフにした本作オリジナルの機体。男性ながらRVを操縦できる。イメージカラーはディープパープル。
基本属性は風。パワーアップゲージは「スピード→ミサイル→オプション→ダブル→レーザー→バースト」。オプションはフォーメーションオプションで、自機の上下に2つずつ固定された形で移動する。最大数装備した状態で再度のパワーアップを行うとオプションの間隔を一定間隔に調節する事が可能。初期装備はフライングトーピード、テイルガン、ツインレーザーで、亜乃亜やエリューと比較すると多少攻撃力は劣るが、フォーメーションオプションによって上下の敵に対応しやすい。なおフォーメーションオプションはサンダークロス及びスペースマンボウに登場している。
ドラマチックバーストは正面にレーザーを撃ち込むもの。発動前のモニター操作ではオプションのフォーメーションの変更とレーザーの威力の変更を行うことが可能。
マドカ & マードックバイパー Madoka & Murdoch Viper
声：石毛佐和
2007年11月下旬より使用可能となったキャラクター。惑星メルからやってきたセーラー服を着た少女。機械いじりの天才でメルの伝説に残る『Bee』を復元した。『Pop'nツインビー』で初登場のマドカをモチーフにしているが別人。戦闘騎のマードックバイパーはツインビーをモチーフとしている。イメージカラーは不明（選択時の背景色はアクアブルー）。
基本属性は無。パワーアップゲージは「スピード→ダブル→レーザー→ミサイル→オプション→バースト」。オプションはサーチオプションで、前方の敵をある程度自動的に狙ってショットを発射する。ただし後方や、真下あるいは真上など、正面から極端に角度が離れた敵を攻撃することは出来ない。初期装備はロケットパンチ、バックダブルとバルカン。
ドラマティックバーストはマドカオリジナルの『Bee』であるゲインビーを召喚するもの。ゲインビーは敵を一定時間自動的に攻撃する。モニター操作で六角形のアイコン1個を操作し、召喚する地点を決定する。複数召喚することも可能。召喚時に持っていたオプションが多いほど長時間ゲインビーが滞在し、さらにオプションはゲインビーの周囲を回転するため攻撃範囲が広がる。
ジオール・トゥイー & セレニティバイパー Diol Twee & Serenity Viper
声：生天目仁美
2008年1月29日より使用可能となったキャラクター。聖グラディウス学園の3年生で、メガネをかけており、バニーガールスタイルの髪飾りをしている。イメージカラーはイエロー。戦闘騎のセレニティバイパーは『XEXEX』の自機、フリントロックをモチーフとしている。
基本属性は地。パワーアップゲージは「スピードアップ→ダブル→ミサイル→レーザー→オプション→バースト」。オプションはロックオプションで、ショットボタンを離した状態では自機の動きをトレースするように動き、ショットボタンを押し続けることで『グラディウスV』のフリーズオプションのようにフォーメーションを固定できる。初期装備はワインダー、シャドウレーザーとスプレッドボム。
ドラマティックバーストは本体からアイコン部分まで巨大な触手を3本伸ばして攻撃する、フリント地獄突き。オプション1個につき、触手1本が太くなる。チャージ時間は全キャラの中で最も短い。一発の威力は全キャラで一番。しかし、効果時間が一瞬なために得点を稼ぎづらい。
ティタ・ニューム & ビッグコアエグザミナ Tita Nium & Bigcore Examina
声：広橋涼
2008年1月29日のアップデートで追加された隠しキャラクター。使用条件はe-AMUSEMENT PASSを使用し、ティタ以外のプレイヤーキャラクター全員を各1回以上プレイしている事。
聖グラディウス学園の1年生で、左目に眼帯をしている少女。イメージカラーはグリーン。戦闘騎のビッグコアエグザミナは名前の通り、ビッグコアを彷彿させるデザインとなっている。
基本属性は無。パワーアップゲージは「スピード→レーザー→ダブル→オプション→ミサイル→バースト」。オプションはワイドオプションで、自機の後方上下に2つずつ固定された形で移動し、ショットボタンを押さずに前方移動で収束する方向に、後方移動で拡散方向に、ショットの発射角度を変える。発射角度はショットボタンを押し続けることで維持される。初期装備はアクアレーザー、テイルガンとホーミングミサイル。
ドラマティックバーストはアイコン位置の画面垂直方向一直線に一定時間ビームを降らせるもの。オプションの数だけビームの数が増加し、各アイコンはドラッグにより別々に指定できる。高威力で持続時間も長いが、チャージ時間は全キャラの中で最も長い。

#### オトメディウスGにて追加されたプレイヤーキャラクター
オトメディウスGにおける追加キャラクターではないが、アーケード版では一定条件で使用可能になった「ティタ・ニューム&ビッグコア・エグザミナ」は最初から使用可能である。
エスメラルダ & ジェイドナイト Esmeralda & Jade Knight
声：伊藤静
2009年3月25日に配信開始された、ダウンロードコンテンツにて追加されるキャラクター。他キャラと同様のコスチュームにスパッツを合わせたような格好をしている。搭乗する戦闘騎は「ジェイドナイト」。『グラディウス外伝』に登場した同機体の2枚の垂直尾翼をイメージした髪飾りを付け、髪を長いツインテールにしている。ギャラリーモードのイラストに「ジェイドナイト子ちゃん（仮）」とする記述が見られ、当初より同機体をイメージした造形が為されているようである。イメージカラーはエメラルドグリーン。
他の6名とは異なり聖グラディウス学園所属者ではない。戦局打開のため、秘密時空組織Gよりポイニーと共に他時空より送り込まれたエリート天使で、トロンと同じ惑星グラディウスの出身である。貴族階級の出自であることを証明する、金色の瞳を持っている。プライドの高い性格。ジオールをライバル視している。また、ポイニーには「エスメ」と呼ばれている。
基本属性は無。パワーアップゲージは「スピード→レーザー→オプション→ダブル→ミサイル→バースト/フォースフィールド」。オプションは最後に入力したスティック/方向ボタンの方向に一直線に展開される「スネークオプション」。初期装備はスプレッドボムと、追加武装であるパルスレーザー（短いレーザーを2本並行に発射する。レベルアップすることで発射本数が増加する。地属性レーザーカテゴリ）、ラウンドレーザー（ショットと同時に自騎、およびオプション周辺を囲むように円形のレーザーを発射。風属性ダブルカテゴリ）。8名中もっとも装備可能な武装数が多い。支給を受ける、またはショップで購入することで後述するオートエイミングも装備可能であるが、パルスレーザー、およびラウンドレーザーはポイニーも含めて他に装備できる天使がいないため、事実上の専用装備となる。
他の天使同様、オリジナルモードではドラマティックバーストを使用可能。ドラマティックバーストは自騎、およびオプションから、一定時間強化型のラウンドレーザーを連射するもの。発動前の操作ではレーザーの威力の変更（自騎に羽カーソルを合わせてAボタンを押し続けることでレーザーの威力が上がる。代わりに拡散半径が小さくなる）を行うことが可能。ライバル視しているジオール同様、ため時間が極めて短い。
名前の「エスメラルダ」とはエメラルドのスペイン語読みである。
ポイニー・クーン & ファルシオンβ Poinny koon & Falchion Beta
声：後藤邑子
2009年3月25日に配信開始された、ダウンロードコンテンツにて追加されるキャラクター。いわゆるスクール水着を、他キャラと同様のコスチュームにアレンジしたような格好をしている。搭乗する戦闘騎は「ファルシオンβ」。『グラディウス外伝』に登場した同機体をイメージしてか、長いポニーテールの髪と、いわゆるエルフを連想させる、長い耳のような側頭部の髪飾りを装備している。ギャラリーモードのイラストに「ファルシオン子ちゃん（仮）」とする記述が見られ、当初より同機体をイメージした造形が為されているようである。イメージカラーはパープル。
他の6名とは異なり聖グラディウス学園所属者ではない。戦局打開のため、秘密時空組織Gよりエスメラルダと共に他時空より送り込まれたエリート天使である。人当たりのよい性格をしているが、天才的な戦闘センスを有しており、また破壊性も飛びぬけている。トロンは彼女には敵わない、とコンプレックスを持っている。また、頻繁に英語のような口調（グラディウス訛り、と表現されている）で話す。
基本属性は無。パワーアップゲージは「スピード→オプション→ミサイル→ダブル→レーザー→バースト/フォースフィールド」。オプションは自騎の周囲を反時計回りに周回し続ける「ローリングオプション」で、最大数装備した状態で再度のパワーアップを行うと、オプションの周回半径を変更することが可能。初期装備はローリングミサイル、グラビティバレット（他の天使でも使用できる同名装備と異なり、飛行速度が大幅に上昇している）、および追加武装であるオートエイミング（自騎前方斜め上に存在する敵を自動的に追尾する。レベルアップすることで追尾角度が自騎後方にまで広がり、射程も延びる。風属性ダブルカテゴリ）。選択できる武装数は8名中もっとも少なく、特に多いエスメラルダの約半数、他の天使と比較しても3分の2程度になる。
他の天使同様、オリジナルモードではドラマティックバーストを使用可能。ドラマティックバーストは、アレキサンドリアステージ後半に出現するようなドラゴンを召喚するもの。発動前の操作でアイコン1個を操作し、召喚する地点を決定する。召喚時にオプションを所持していると、召喚されるドラゴンの数が増える（自騎1体+オプション1つにつき1体）。ドラゴンは敵を一定時間自動的に攻撃するため扱いやすいが、発動から出現までややタイムラグがある。また、ため時間がやや長い。
なお、ギャラリーモードの資料によれば、名前は「ムラサキの意味」とのこと。
空羽亜乃亜 聖グラディウス学園の制服Ver.
エリュー・トロン 聖グラディウス学園の制服Ver.
マドカ 聖グラディウス学園の制服Ver.
ジオール・トゥイー 聖グラディウス学園の制服Ver.
ティタ・ニューム 聖グラディウス学園の制服Ver.
初回購入特典によるダウンロードカード（亜乃亜のみ）、または2009年4月8日に配信開始されたダウンロードコンテンツ（亜乃亜以外）にて追加することができる、コスチュームチェンジ版のキャラクター。表題どおり「聖グラディウス学園」の制服姿となる。
性能、および武装などはオリジナルのキャラクターと同一であり、支給された武装は相互に運用することができる。また、オンライン対戦・協力プレイでも利用可能。ただし、対戦・協力相手からは本バージョンを使用していることは確認することができず、通常のキャラクターと同一として扱われる。オリジナルモード、ゴージャスモードの双方で利用可能であり、オリジナルモード時はドラマティックバースト、クイックバーストともに使用可能。選択時・戦績告知時の立ち絵、出撃時・バースト使用時などのカットイン、選択時のキャラクターイメージは専用の書き下ろしのものが使用されているが、ゴージャスモードにおけるオープニング・エンディングムービー、およびステージ間の戦績告知画面では、通常の衣裳のままとなる。
なお、亜乃亜は本バージョンでは髪の色がスカイブルーから黒に変化しているが、こちらが本来の髪色であり、戦闘服着用時のみスカイブルーになる模様。

### ボスキャラクター

#### シングルミッションのボスキャラクター
ボス戦には時間制限があり、それ以内に倒せなくても、得点は減るがステージクリアにはなる。
当作品のコア系ボスキャラクターは「ライディングコア」と呼称し、コアである「ディメンションコア」に操縦者の意識を転送し遠隔操作される無人機である。
ゲキガメ・NJD
サンサルバドル島ステージの中ボス。亀のような姿だが、身体各所に砲台やローターが配された改変生物という設定。最初は尻尾からの攻撃だが、尻尾の砲台を撃破すると今度は頭部からの攻撃に切り替わる。頭部からの攻撃はレーザーとリップルレーザーの二種。登場してもスクロールは止まらないため、撃破できなくとも特定の場所にくれば撤退する。また撃破すると画面左に撤退するが当たり判定は残ったまま。
イライザ
声：生天目仁美
高飛車な人魚。サンサルバドル島ステージの敵ボスキャラ。『極上パロディウス 〜過去の栄光を求めて〜』のボス。頭部に夫であったニールの遺影が飾られていることから現在未亡人。ただし、ボスとして実際に戦うのは彼女のしもべの海獣女王プリンセス・セイレーン。
プリンセス・セイレーン
イライザによって召還されるボスキャラクター。巨大なシャコ貝に鎮座するアザラシの様な姿で胸部にディメンションコアが埋め込まれておりそこが弱点。尻尾からのナイフ攻撃や、体当たり、さらには親衛隊の召還など、多彩な攻撃を行う。ステージボスでは彼女のみ唯一の生物系ボスキャラクター。
ティティ14世
声：佐藤利奈
アレキサンドリアステージの敵ボスキャラ。『マーシャルチャンピオン』のティティをモチーフにしており、彼女の子孫という設定である。
エジプトの太陽神ラーの船マァジェト（メセケテト）をモチーフにした戦艦、太陽の船を操る。これを沈めると太陽の船の中心部である黄金の虫スカラベとビッグコアをモチーフにしたライディングコア・スカラベユニットが襲ってくる。
ゴーファー姉妹
声：島本須美
東京ステージの敵ボスキャラ。名前はL･B･ゴーファーとR･B･ゴーファー。名前は『グラディウスII -GOFERの野望-』のゴーファーをモチーフにしているが、見た目は「姉妹」と付く通りゴーファーの娘という設定の少女キャラである。ロケテストの時点ではサンサルバドル島ステージのボス（製品版でイライザの役所）として登場していた。
L･B･ゴーファーはライディングコア・ムニン、R･B･ゴーファーはライディングコア・フギンを操り襲ってくる。退けるとライディングコア支援ユニットのアイゴールと合体して攻撃を行う。
『オトメディウスG』のゴージャスモードではラストステージであるヴァルハラステージのボスも兼任しており、こちらはオーディン・コアを操る。
クリスタルコア・D-X02（ディメンション・エックス・ゼロツー）
南極ステージの敵ボスキャラ。形状は雪の結晶に似ているが、クリスタルコアとテトランの特徴を併せ持つ。周囲6方向に触手を伸ばしており、レーザー系の武器は触手への入射角に応じて屈折し、通り抜ける。自機のものだけではなく、ボスから発射されるレーザーも例外ではない。

#### バーサスミッションのボスキャラクター
ビッグコア
『グラディウス』に登場。
テトラン
『沙羅曼蛇』に登場。
ビバコア
『パロディウスだ!』に登場。
スペースマンボウ
『スペースマンボウ』に登場。バクテリアン軍所属ではない敵という設定。
ビッグコアMk-II
『グラディウスII』に登場。
ローリングコア
『グラディウスIV』に登場。
カバードコアMk-II
『グラディウスV』に登場。
アバドン艦
途中から「メイヘム艦」に変形する。いずれも『グラディウス2』に登場。
デス
『沙羅曼蛇』に登場。イレーネ、イライザ、ティティ、ゴーファー姉妹の4種類のペイントがある、いわゆる「痛車」仕様になっており、機体に描かれているキャラクターによって行動パターンが違う。
Z.F.F.（ZEROS FORCE FORTUNE）
バーサスミッションのラスボスで、12体のゼロスフォースのそれぞれの間に攻撃ユニットを挟んで円状に連結された要塞。

#### オトメディウスGにて追加されたボスキャラクター
メタ・リューム
声：広橋涼
黒いボディスーツに身を包み、左眼に「BC SYSTEM」と描かれたアイパッチをしている女戦闘員。カナディアンロッキーステージの敵ボスキャラ。ティタ・ニュームとは何か因縁があるらしく、ティタの事を「裏切り者」と呼ぶ。本作の追加キャラクターとしては最も早い時期から紹介されており、トレイラー内にて前出の台詞が当てられていたことから、プレイヤーキャラとの関係が注目されていた。
操縦機はブラックビッグコア。平行して発射されるビームの他、ゆっくりとホーミングするミサイル、さらに一定時間の経過後には小型の随伴機を出撃させる。
モアイよし子
声：?
イースター島のボスキャラ。女性的にデザインされたモアイ像そのものの外見であり、イースター島の王「よし夫」を支える女王という設定となっている。
プレイヤーと対決するのは、従来と同じく浮遊する巨大なモアイの頭部そのものだが、外見は黒を基調に変色する刺青のような模様があるなど「よし子」とはデザインが異なっている。弱点はオリジナルと異なり目ではなく他のモアイと同じく口で、刺青の色によって本体と召還される護衛モアイの攻撃パターンが変化する。

### その他
オペレッタ
声：島本須美
秘密組織「G」の戦闘騎たちを管制・指揮するオペレーションシステム。ゲーム中のパワーアップ時などのシステムボイスは彼女によるものである（なお、システムボイスの声は『XEXEX』に次ぐ2度目である）。
ステージ開始前のアイキャッチ、操作説明イラストにも登場する。アイキャッチイラストによれば、バージョン番号は「G OPERATION SYSTEM ver.1.12」。
なお、後頭部から伸びるチューブの影響で、髪型はロングヘアであるように見えるが、実際にはショートカットである。
イレーネ・ラ・ティアス
声：島本須美
『XEXEX』より、「惑星イースクウェア」のお姫様。本作では古代に記録された音声および映像として登場する。

#### エンディング用ゲストキャラ
ビックバイパー
『グラディウス』シリーズの自機。亜乃亜のEDにて登場。
ツインビー、ウィンビー
『ツインビー』シリーズの自機。マドカのEDにて登場。オリジナルのツインビーとウィンビーであり、マドカと同行しているBeeユニット（『エクセレント』にて判明）・ツインビーとウィンビーは彼等を模して造られた機体。
ゴエモン
『がんばれゴエモン』シリーズの主人公。エモンのEDにて登場。グラフィックとボイスは『がんばれゴエモン!からくり道中』からの流用。
クラウス・パッヘルベル
声：浪川大輔
本来は『XEXEX』に登場する敵キャラ。
ギャラリーモードにも載っており、それによればグラディウス学園の生徒で亜乃亜達に身近に接しているという設定になっている。
メローラ姫
声：伊藤静
『出たな!!ツインビー』に登場するキャラクター。
マドカのEDにて登場。作中では惑星メルの伝説の人物とされる。

## ミッション

### シングルミッション
ゲーム開始時に選べるステージは2010年1月の時点では4つ。難易度はNormal、Hard、Expert、Ultimateの4段階ある。但し、初回プレイ時点では第一ステージではNormalのみ、第二ステージではHard以下、第三ステージではExpert以下の難易度しか選択できず、高い難易度のミッションを第一ステージから選択するにはプレイヤーキャラクターの階級を上げる必要がある。また、表示されていない難易度もプレイヤーキャラクターの階級により開放される。本作においてステージは「ミッション」と呼ばれ、ミッションをプレイする順番は自由に選択できる。但し、クリアしたミッションを1ゲーム内で2回以上選ぶことはできない。階級はプレイヤーキャラクター毎に管理されるため、選べる難易度は選んだプレイヤーキャラクターにより異なる。
各ミッション終了時、得点、獲得エレメント、回収カプセル数、被ダメージ量、ミスの有無等よりS（最高）からE（最低）までの6段階評価され、評価に応じた育成ポイントが与えられる。評価により与えられる育成ポイントは高難易度高評価程多いが、高難易度では低評価となった場合、育成ポイントがマイナスされるリスクがある。そのため、Hard以上の高難易度ミッションでミスを重ね、複数回コンティニューすると、（ミスをする毎に獲得エレメントが半減することと相まって）トータルの育成ポイントがマイナスになることもある。
以下記載しているレベルに関してはNormalでのプレイ時のものである。『グラディウス』シリーズ同様、自機がパワーアップする程、難易度は上昇する。
| 内容             | レベル | 解説 | ボス                                            |  |
| ---------------- | ------ | --- | ----------------------------------------------- |  |
| サンサルバドル島 | ☆      | 海をモチーフとしたステージ。複雑な地形やスクロールはない分他のステージより難易度は低めだが、それでも高難易度では前方以外からの敵に注意する必要がある。                                      | - ゲキガメNJD - プリンセス・セイレーン          |  |
| 東京             | ☆☆     | 縦方向などの変則的なスクロールはほとんど存在しない。その代わり、地形が多少複雑になっており、停まっている自動車や高速道路が障害物になる。ワープしてくる雑魚「ザブ」が随所に出現する。        | - ライディングコア・フギン＆ムニン - アイゴール |  |
| アレキサンドリア | ☆☆     | 古代のエジプトをモチーフとしたステージ。狭い通路や、後方スクロール、グラディウスIIの人工太陽ステージのような上下の壁が無い変則的なスクロール多々が存在する。                                | - 太陽の船 - スカラベユニット                   |  |
| 南極             | ☆☆☆    | 透明度の高い氷はレーザー系の武器が屈折および透過するのが大きな特徴。中盤は沢山の氷塊で通路がふさがっているため、それを破壊しながら進んでいく。全体的に自機が通れるスペースは狭い。          | - クリスタルコアD-X02                           |  |
| イースター島     |        | ステージ選択画面でのみ確認できるが選択不能なステージ。ただし、後述する家庭用移植作品『オトメディウスG』では、ダウンロードコンテンツの追加ステージ（有料）として選択できるため、解説は後述。 |                                                 |  |

### バーサスミッション
エリアA～Eの全5面構成で、時間切れもしくは誰かがエリアEをクリアすると終了。難易度は、マッチングされたプレイヤーの平均階級や、自分の順位で変化する。
バーサスミッションにおいては、ミスをしても残機を無制限に使用することが出来る（ただし、ミスをすることで評価は下がる）。また、バーストゲージの回復（チャージ）量が少なくなっている。
各エリアは、ザコ戦（ザブ、ザコ編隊）+トレジャーハッチ地帯（エリアEでは出現しない）+ボス戦という構成で、エリアE以外はボスはプレイごとに変化する。なお、マッチングされたプレイヤー間で異なるボスが出現することはない。
プレイヤーがクイックバーストを使用すると、他のプレイヤーにオプションハンターが送り込まれる。オプションハンターは3種類おり、その時点での順位に応じたオプションハンターが出現する。上位のプレイヤーほど、嫌な動きのハンターに対処しなければならない。なお、オプションハンターは体当たり、クイックバーストまたはDバーストで倒すことが出来る。
エリアEのボス（Z.F.F）は各プレイヤーでボス耐久力が共用になっており、他のプレイヤーが攻撃した分も反映される。各パーツ破壊で得点になるのは各パーツに止めを刺したプレイヤーだけである。
終了後、取得エレメント数・取得カプセル数・被ダメージ量の各部門で順位に応じてボーナスが与えられた後、総合順位が発表される。順位に応じて育成ポイントが与えられる（2位以下では0もしくはマイナスになる）。3位になるとトータルの経験値も大幅にマイナスになるため、階級が降格することもある。
なお、ランキングはスコア基準であるため、ランキング入賞するためには、カプセルを大量に放出する得点効率のいいボスが出るか否か、稼ぎプレイをする余裕をくれるプレイヤーとマッチングされるか否かなど、多分に運を必要とする。
トレジャーハッチ
バーサスミッションにのみ登場する敵でハッチを開きザコを放出する（ハッチの開く方向は可変）。表面には得点、エレメント、カプセルそしてスカを表すアイコンが順に表示され、破壊時に表示されていたアイコンにより以下の効果が発生する。
- 得点アイコン

スコアにボーナスポイントが加算される。
- エレメントアイコン

破壊すると中エレメントを出すザコを放出する。
- カプセルアイコン

破壊するとパワーカプセルを出すザコを放出する。
- スカアイコン

全方位に破壊不能な鉄球を高速で放出する。

## パワーアップ一覧

### 初期パワーアップメーター
| カプセル数            | 1                                   | 2                                                                                  | 3                                                                | 4                                                                                 | 5                                                                       | 6                                         |
| ビック バイパー       | SPEED                               | MISSILE                                                                            | DOUBLE                                                           | LASER                                                                             | OPTION                                                                  | BURST                                     |
| --------------------- | ----------------------------------- | ---------------------------------------------------------------------------------- | ---------------------------------------------------------------- | --------------------------------------------------------------------------------- | ----------------------------------------------------------------------- | ----------------------------------------- |
| ビック バイパー       | 自機の移動スピードが1段階速くなる。 | 下方向に発射され、地面に沿って前進するミサイル。                                   | 正面の他にナナメ上にもショットを撃てるように。                   | ザコ敵を貫通する強力なレーザーを装備。                                            | 自機と同じ攻撃をするオプションを1つ装備。最大4体。                      | バースト攻撃のストックゲージが約5割回復。 |
| ロード ブリティッシュ | SPEED                               | T.MISSILE                                                                          | C.LASER                                                          | RIPPLE                                                                            | MULTIPLE                                                                | BURST                                     |
| ロード ブリティッシュ | 自機の移動スピードが1段階速くなる。 | 上下に発射され、地形に沿って進むミサイル。                                         | 螺旋模様の強力なレーザー。                                       | メインショットが波紋のように拡大する。                                            | 自機と同じ攻撃をするオプションを1つ装備。最大4体。                      | バースト攻撃のストックゲージが約5割回復。 |
| クセル バイパー       | SPEED                               | F.TORPEDO                                                                          | F-OPTION                                                         | TAIL GUN                                                                          | T.LASER                                                                 | BURST                                     |
| クセル バイパー       | 自機の移動スピードが1段階速くなる。 | ボタン押しっぱなしで自機の上下に発射され、ボタンを離すと正面に発射されるミサイル。 | オプションを1つ装備。オプションは自機上下に固定される。最大4体。 | 前後にショットを発射できるようになる。                                            | 二本対になった短いレーザー。                                            | バースト攻撃のストックゲージが約5割回復。 |
| マードック バイパー   | SPEED                               | BACK                                                                               | VULCAN                                                           | R.PUNCH                                                                           | S.OPTION                                                                | BURST                                     |
| マードック バイパー   | 自機の移動スピードが1段階速くなる。 | 正面の他に後方ナナメ45度の方向に発射されるショット。                               | 連射性能の高いショット。                                         | 正面に敵を貫通して戻ってくるミサイルを発射できるようになる。                      | 敵のいる方向に攻撃するオプションを装備。最大3体。                       | バースト攻撃のストックゲージが約5割回復。 |
| セレニティ バイパー   | SPEED                               | WINDER                                                                             | S.BOMB                                                           | SHADOW                                                                            | L.OPTION                                                                | BURST                                     |
| セレニティ バイパー   | 自機の移動スピードが1段階速くなる。 | 自機の移動に追従するショットを発射する。                                           | 前方斜め下に爆弾を投下する。着弾時に爆風が発生する。             | 自機の上下移動に合わせて攻撃判定のある残像が残るレーザー。                        | ショットボタンを押しっぱなしで隊列を固定するオプションを装備。最大3体。 | バースト攻撃のストックゲージが約5割回復。 |
| ビッグコア エグザミナ | SPEED                               | A.LASER                                                                            | TAIL GUN                                                         | W.OPTION                                                                          | H.MISSILE                                                               | BURST                                     |
| ビッグコア エグザミナ | 自機の移動スピードが1段階速くなる。 | 貫通能力のあるレーザー。ヒット時に波紋が発生する。                                 | 前方と真後ろに同時にショットを発射する。                         | 自機の左右の動きで武器の射出方向が変化するオプションを装備。陣形は固定。最大4体。 | 敵を追尾するミサイル。2発同時に発射される。                             | バースト攻撃のストックゲージが約5割回復。 |

### ウェポンカードによる追加装備
| スピードアップ関連装備             | スピードアップ関連装備 | スピードアップ関連装備 |
| 装備名称                           | 属性                   | 装備説明 (装備毎に最高速度を表す数字にばらつきがあるが、最高速度自体は同じであり、そこに至る段階に差異が生じる) |
| ---------------------------------- | ---------------------- | --- |
| ノーマル (Normal)                  | 無                     | スピードが順を追って加速していき、最高速でもう一度パワーアップすると最低速に戻る。全機体の初期装備。 (0→1→2→3→4→0) |
| イダテン (Idaten)                  | 火                     | スピードの段階が最低速と最高速のみになる (0→1→0) |
| アルペジオ (Arpeggio)              | 水                     | スピードが3回で最高速まで順を追って加速、以後3回で最低速まで順を追って減速するようになる。 (0→1→2→3→2→1→0) |
| スムース (Smooth)                  | 地                     | スピードアップが5段階から7段階に変更される。 (0→1→2→3→4→5→6→0) |
| リバース (Reverse)                 | 風                     | スピードが最高速状態から始まり順を追って減速、最低速でもう一度パワーアップすると最高速に戻る。 (4→3→2→1→0→4) |
| ホリゾンタル (Horizontal)          | 水                     | スピードが順を追って加速していき、最高速でもう一度パワーアップすると最低速に戻る。 速度は横方向はノーマルの2倍、縦方向はノーマルの1/2となっている。 アクセスコードの入力で入手できる装備である。 (0→1→2→3→4→0)                                                |
| バーティカル (Vertical)            | 火                     | スピードが順を追って加速していき、最高速でもう一度パワーアップすると最低速に戻る。 速度は横方向はノーマルの1/2、縦方向はノーマルの2倍となっている。 アクセスコードの入力で入手できる装備である。 (0→1→2→3→4→0)                                                |
| ミサイルパワーアップ関連装備       |                        | |
| 装備名称                           | 属性                   | 装備説明 |
| ノーマルミサイル (Missile)         | 水                     | 下方向斜め前方にミサイルを射出、これは地面を這って進む。 Lv1では登坂性能は無いが、Lv2では登坂性能を持つ。 ビックバイパー（亜乃亜）の初期装備である。 |
| ツインミサイル (T.Missile)         | 火                     | 上下斜め前方にミサイルを射出、これは地表を這って進む。 Lv1では登坂性能は無いが、Lv2では登坂性能を持つ。 ロードブリティッシュ（エリュー）の初期装備である。 |
| スプレッドボム (S.Bomb)            | 地                     | 下方向に放物線を描いて射出し、着弾地点で炸裂して攻撃判定を持った爆風が広がるミサイル。 セレニティバイパー（ジオール）の初期装備である。 |
| フライングトーピドー (F.Torpedo)   | 風                     | 上下に1つずつ同時にミサイルを発射。 ショットボタンを押している間上下に移動を続け、離すと同時に前方へ射出。 過去作と違い、地表等に当たった場合、その場で消滅する。 クセルバイパー（エモン）の初期装備である。                                                  |
| フォトントーピドー (P.Torpedo)     | 水                     | 真下に貫通性能を持ったミサイルを射出、これは地面を這って進む。 Lv1では登坂性能は無いが、Lv2では登坂性能を持つ。 |
| アッパーミサイル (U.Missile)       | 風                     | 上方向斜め前方に射出、これは天井を這って進む。 Lv1では登坂性能は無いが、Lv2では登坂性能を持つ。 |
| スモールスプレッド (S.Spread)      | 地                     | 自機後方下方に対して小さめのスプレッドボムを射出する。 |
| サーチミサイル (S.Missile)         | 水                     | 前方にミサイルを射出する。 ミサイルの上下に攻撃目標が存在した場合、その方向へ進路を変更する。 |
| ナパームミサイル (Napalm Missile)  | 地                     | 下方向斜め前方に射出後、地面を這って進む。 Lv1では登坂性能は無いが、Lv2では登坂性能を持つ。 障害物に当たるとその場で炸裂、攻撃判定のある小さな爆発が起こる。                                                                                                  |
| バウンド (Bound)                   | 地                     | 下方向斜めに射出後、地形に対し跳ねて進む。 |
| イーグルウィンド (Eagle Wind)      | 風                     | 発射媒体が画面中央より上なら上方向斜め前方に、下なら下方向斜め前方にミサイルを射出、これは地表を這って進む。 Lv1では登坂性能は無いが、Lv2では登坂性能を持つ。                                                                                                 |
| バーティカルマイン (V.Mine)        | 地                     | レバー入力方向へ下向き慣性を持って射出される機雷。 敵機に接触するか、一定時間の経過を経て爆発。地形に対しては張り付く性質がある。 |
| ロケットパンチ (R.Punch)           | 火                     | 前方にロケットパンチを発射する。 敵機の耐久力が高くなければ、ヒットした後自機に戻ってくる。また、その際にも攻撃判定が生じる。 マードックバイパー（マドカ）の初期装備である。                                                                                  |
| ホーミングミサイル (H.Missile)     | 火                     | 上下にミサイルを発射する。 ミサイルは近くの敵機を追いかける。 ビッグコアエグザミナ（ティタ）の初期装備である。 |
| フローティングマイン (F.Mine)      | 風                     | 前方に機雷を発射する。 機雷は一定距離進むか、敵機に触れると爆発する。 |
| ローリングミサイル (R.Missile)     | 水                     | 真下にミサイルを発射する。 ミサイルは地形に接触すると分裂し、一定距離進んで消滅する。 |
| 2WAYミサイル (2W.Missile)          | 火                     | 上下方向に放物線を描くミサイルを発射する。 地形を這って進む能力はなく、地形に接触すると消滅する。 アクセスコードの入力で入手できる装備である。 |
| パラボラ (Parabola)                | 地                     | 上方向に放物線を描いて射出し、着弾地点で炸裂して攻撃判定を持った爆風が広がるミサイル。 アクセスコードの入力で入手できる装備である。 |
| ダブルタイプパワーアップ関連装備   |                        | |
| 装備名称                           | 属性                   | 装備説明 |
| ダブル (Double)                    | 水                     | 前方と上方斜め前へ同時に通常ショットを撃つ。 LV2では連射性能がアップする。 ビックバイパー（亜乃亜）の初期装備である。 |
| テイルガン (Tail Gun)              | 風                     | 前方と後方へ同時に通常ショットを撃つ。 クセルバイパー（エモン）、ビッグコアエグザミナ（ティタ）の初期装備である。 |
| リップルレーザー (Ripple)          | 火                     | 敵を貫通するリング状のショットを発射する。飛距離が伸びる程ショットサイズは大きくなる。「リップルレーザー」という名称だが、レーザーの特性（氷で反射するなど）は持ち合わせない。 ロードブリティッシュ（エリュー）の初期装備である。                             |
| リバース (Reverse)                 | 地                     | 前方とレバー入力反対方向へ同時に通常ショットを撃つ。 射出方向は8方向のみで微調整は出来ず、レバーニュートラル時はレバー最終入力方向に従う。 |
| フリーウェイ (Free Way)            | 水                     | 前方とレバー入力方向へ同時に通常ショットを撃つ。 射出方向は8方向のみで微調整は出来ず、レバーニュートラル時はレバー最終入力方向に従う。 |
| 3WAY (3Way)                        | 火                     | 前方正面、斜め上45度、斜め下45度の3方向へ同時にショットを撃つ。 |
| バーティカル (Vertical)            | 火                     | 前方と真上へ同時に通常ショットを撃つ。 |
| バックダブル (Back)                | 水                     | 前方と上方斜め後へ同時に通常ショットを撃つ。 マードックバイパー（マドカ）の初期装備である。 |
| V-アクシス (V-Axis)                | 火                     | 真上と真下へ同時に通常ショットを撃つ。 (左右には弾が飛ばなくなる) |
| リフレックスリング (Reflex)        | 風                     | 小さなリングを前方へ射出、極めて短い射程を移動後帰ってくる。 貫通性能有り。 |
| ワインダー (Winder)                | 地                     | 自機の上下移動に追従するショットを発射する。 セレニティバイパー（ジオール）の初期装備である。 |
| ショットガン (Shotgun)             | 地                     | 前方5方向にショットを発射する。射程はかなり短い。 |
| ワイパー (Wiper)                   | 水                     | 前方と自機の発射媒体が画面中央より上なら上方向斜め前方に、下なら下方向斜め前方にショットを発射する。 アクセスコードの入力で入手できる装備である。 |
| ブーメラン (Boomerang)             | 風                     | 敵、または地形に触れると反射するショットを発射する。 アクセスコードの入力で入手できる装備である。 |
| レーザータイプパワーアップ関連装備 |                        | |
| 装備名称                           | 属性                   | 装備説明 |
| ノーマルレーザー (Laser)           | 水                     | ショットボタンを押し続ける事で繋がった状態で発射する事が出来る、ザコ敵を貫通する強力なショット。 発射後自機の上下移動でレーザーを上下させる事が可能。見た目は一本線。 ビックバイパー（亜乃亜）の初期装備である。                                              |
| サイクロンレーザー (C.Laser)       | 火                     | ショットボタンを押し続ける事で繋がった状態で発射する事が出来る、ザコ敵を貫通する強力なショット。 発射後自機の上下移動でレーザーを上下させる事が可能。見た目はねじれた棒。 ロードブリティッシュ（エリュー）の初期装備である。                                  |
| ツインレーザー (T.Laser)           | 風                     | 2本の短いレーザーを射出する。 クセルバイパー（エモン）の初期装備である。 |
| ナパームショット (Napalm)          | 地                     | 一定の射程に到達するか射線を妨害された時点で炸裂、攻撃判定をもった爆風が広がるショット。 |
| ウェーブ (Wave)                    | 風                     | 幅の広い貫通性能を持ったショットを発射する。 この貫通性能は敵機のみならず、地形や破壊不能敵機パーツにもおよぶ。 ただし高速移動する多少硬いザコを画面にいる間に倒せないほど破壊力が著しく低い。                                                                |
| グラビティバレット (Gravity)       | 風                     | 射線を妨害された時点で炸裂、攻撃判定を持った爆風が広がるショット。 この爆風は他のグラビティバレットを誘爆する。 |
| ダガー (Dagger)                    | 地                     | 貫通力のあるショットを発射する。 このショットは敵に接触している間、減速してダメージを与え続ける。 |
| イオンリング (Ion Ring)            | 地                     | 対象に命中すると分裂するショットを発射する。 |
| サーチレーザー (S.Laser)           | 水                     | 前方に短いレーザーを射出する。 レーザーの上下に攻撃目標が存在した場合、その方向へ進路を変更する。 |
| バルカン (Vulcan)                  | 火                     | 3つの発射口から絶え間なくショットを発射する。威力は比較的弱い。 マードックバイパー（マドカ）の初期装備である。 |
| アーマーピアッシング (A.P.)        | 火                     | 尾を引いて飛ぶ貫通性能のある弾を射出する。 尾の部分にも攻撃判定を有する。 |
| エナジーレーザー (E.Laser)         | 水                     | ボタンを押し続ける事でショットの大きさが増加する。 貫通性能有り。 |
| ファイアーブラスター (Fire)        | 火                     | ボタンを押し続ける限り途切れる事のないショットを発射する。 |
| アクアレーザー (A.Laser)           | 水                     | ショットボタンを押し続ける事で繋がった状態で発射する事が出来る、ザコ敵を貫通する強力なショット。 発射後自機の上下移動でレーザーを上下させる事が可能。 着弾時の波紋にも攻撃判定がある。 ビッグコアエグザミナ（ティタ）の初期装備である。                       |
| シャドウレーザー (Shadow)          | 風                     | ショットボタンを押し続ける事で繋がった状態で発射する事が出来る、ザコ敵を貫通する強力なショット。 発射後自機の上下移動でレーザーを上下させる事が可能。 上下移動時に残像が発生し、その残像にも攻撃判定がある。 セレニティバイパー（ジオール）の初期装備である。 |
| アップレーザー (U.Laser)           | 風                     | 前方と上方向にレーザーを発射する。 レベルアップで強化されるのは、上方向のレーザーのみである。 アクセスコードの入力で入手できる装備である。 |
| ダウンレーザー (D.Laser)           | 地                     | 前方と下方向にレーザーを発射する。 レベルアップで強化されるのは、下方向のレーザーのみである。 アクセスコードの入力で入手できる装備である。 |

### ウエポン希望アンケート
なお、2007年6月13日より6月27日まで公式サイトにてウエポン希望アンケートが実施された。アンケート結果は7月上旬に公開され、ナパームミサイル、3-WAY、シャドウレーザーがそれぞれのウェポンで1位を獲得し製品版への搭載が決定した。また、2位以下のウェポンについても搭載を検討すると発表され、いくつかの装備は1位に先んじてオトメカードによる追加装備として使用可能となっている。

#### ミサイル
NAPALM MISSILE
ナパームミサイル。MSX版『グラディウス2』より登場。同作では前方斜め下に発射され、地形に沿って前進し、着弾すると爆発するミサイルだった。
UPPER MISSILE
アッパーミサイル。『グラディウスIII』より登場。同作では前方斜め上に発射され、地形に沿って前進するミサイルだった。
S.SPREAD
スモールスプレッド。『グラディウスIII』より登場。同作では後方斜め後ろに発射され、着弾すると爆発するミサイルだった。
ROLLING MISSILE
ローリングミサイル。『グラディウス外伝』より登場。同作では真下に発射され、地面に接触すると前後に分裂し、地形に沿って前と後ろに移動するミサイルだった。
EAGLE WIND
イーグルウィンド。『グラディウスV』より登場。同作では、自機の位置によって上もしくは下に発射され、地形に沿って前進するミサイルだった。
ROCKET PUNCH
ロケットパンチ。『ファイナライザー』より登場。同作では、前方に発射され、敵を貫通して戻ってくるミサイルだった。本作では、マードックバイパーの標準装備である。

#### ショット
REFLEX RING
リフレックスリング。MSX版『グラディウス2』より登場。同作では、前方に発射され、戻ってくるショットだった。
FIRE BLASTER
ファイヤーブラスター。MSX版『グラディウス2』より登場。同作では、前方に射程の短い火炎を放射するショットだった。
BACK DOUBLE
バックダブル。SFC版『グラディウスIII』より登場。同作では、後方斜め上方に発射されるショットだった。本作では、マードックバイパーの標準装備である。
AUTO AIMING
オートエイミング。『グラディウス外伝』より登場。同作では射程は短いが自動的に上方にいる敵に向かって発射されるショットだった。
NAPALM SHOT
ナパームショット。『サンダークロス』より登場。同作では前方に発射され、着弾すると広範囲にダメージを与える爆風を発生させるウェポンだった。本作では種別がレーザー系となっている。
3-WAY
スリーウェイ。『ツインビー』より登場。同作では、前方3方向に発射されるショットだった。

#### レーザー
UP LASER
アップレーザー。MSX版『グラディウス2』より登場。同作では上方に発射され、敵を貫通しながら拡大していくレーザーだった。
DOWN LASER
ダウンレーザー。MSX版『グラディウス2』より登場。同作では下に発射され、敵を貫通しながら拡大していくレーザーだった。
TWIN LASER
ツインレーザー。『グラディウスIII』より登場。同作では2本対になった短いレーザーだった。本作では、エモン・5（クセルバイパー）が標準装備している。
GRAVITY BULLET
グラビティバレット。『グラディウス外伝』より登場。同作では、敵にヒットすると爆風が発生し、爆風でもダメージを与える威力の高いウェポンだった。
HOMING LASER
ホーミングレーザー。『XEXEX』より登場。同作では、正面と上下のあわせて3方向に発射され、上下のレーザーは敵を追尾するレーザーだった。
SHADOW LASER
シャドウレーザー。『XEXEX』より登場。同作では残像にも攻撃能力のあるレーザーだった。本作では、ジオール・トゥイー（セレニティバイパー）が標準装備している。

## e-AMUSEMENT CLOUD版
前述の通り、本作のオンラインサービスは2011年9月30日に一度終了しているが、その後2014年に、アーケードタイトルをPCからオンラインプレイ可能な「e-AMUSEMENT CLOUD」の収録タイトルとして、7月28日からのベータテストを経て8月11日からサービスを再開している。
他のe-AMUSEMENT CLOUDタイトルと異なり、本作は当初より24時間サービスを行っていた。仕様はアーケード稼働版の最終状態に準拠しており、マドカ・ジオールは追加済。ティタは条件を満たして開放する必要がある。イースター島ステージは表示には見えるが選択できない。
アーケード稼働版との差異について、以下に列挙する。
- データはアーケード稼働版とは別扱いされる。
- e-AMUSEMENT CLOUDの仕様上、クレジットはPASELIで支払する形に置き換えられている。ゲームスタート108パセリ、コンティニュー86パセリ。
- シングルミッション、バーサスミッションが選択可能。e-AMUSEMENT CLOUDの仕様上、バーサスミッションはオンライン対戦のみ。
- D-バーストの操作等、アーケード版で画面タッチにて操作していた部分は、マウスでの操作に置き換わっている。画面表示は「タッチ」のまま。

e-AMUSEMENT CLOUDのサービスリニューアルに伴い、2016年12月15日を以てサービスを終了した。

## オトメディウスG（ゴージャス!）
『オトメディウスG（ゴージャス!）』は、アーケードゲーム『オトメディウス』の家庭用移植作にあたる。2008年11月20日発売。
本作の開発は、M2が担当した。

### 内容
アーケードゲーム『オトメディウス』の移植となる「オリジナルモード」と、本作での追加モードとなる「ゴージャスモード」、さらに「ショップ」と「ギャラリー」の主要4モードから成る。

#### オリジナルモード
アーケードゲーム版同様、任意に3ステージを選択してプレイするシングルミッション、およびボスラッシュモードにて総合成績を競うバーサスミッションをプレイすることができる。どちらのモードもXbox Liveによるスコアランキングに対応。スコアのほか、シングルミッションランキングの場合、そのスコアを出すために選択したステージの順番を閲覧することが可能となっている。
また、プレイ終了時に任意でリプレイデータを保存、および公開することが可能。ランキング上位者のリプレイデータを(公開されている場合に限り)ダウンロードすることも可能であり、それらは本モード中の「リプレイ」サブモードで読み込んで再生することが可能である。
バーサスミッションはXbox Live対応に伴い、オンライン対戦がバーサスミッションLive、ローカル接続による対戦がバーサスミッションLANと名称変更されている。バーサスミッションLiveは、プレイ結果によるスコアがランキング登録対象となるランクマッチ、ランキング登録対象とならないプレイヤーマッチの2種類を選択することができる。フレンド等、特定のプレイヤーを招待して対戦するモード（プライベートマッチ）は後者内にある。プレイ終了後には「対戦相手を評価する」のメニューが表示され、この画面から対戦相手のレビューを送信することが可能。

#### ゴージャスモード
家庭用のオリジナルモード。各キャラにオープニングとエンディングが用意されており、アーケードで選択できるステージにカナディアンロッキーとヴァルハラが追加された6ステージにて構成され、これらを通しでプレイする。一人プレイ用のシングルプレイ、および複数のプレイヤーで同時に進攻するマルチプレイに対応。シングルプレイはXbox Liveによるスコアランキングに対応。
ゲームシステムの変更点として、クイックバースト、ドラマティックバーストが使用できなくなっている点が挙げられる。また、ゲーム開始時はシールドを装備していない。6番目のパワーアップが「?」に変更されており、プレイヤーはこのパワーアップを取得することでシールド（フォースフィールド）を装備することができる。エレメントの出現も無くなっており、このため大エレメント・中エレメントが出現していた場所でも、射線を妨害されることはなくなっている。
また、プレイ終了時に任意でリプレイデータを保存、および公開することが可能。ランキング上位者のリプレイデータを（公開されている場合に限り）ダウンロードすることも可能であり、それらは本モード中の「リプレイ」サブモードで読み込んで再生することが可能である。リプレイ再生中はスティック左右でステージ、上下で周回数を切り替えることができる。
シングルプレイに限り、プレイ終了時にスコア、および各ステージ毎の評価（S～E）に応じた「gt」が与えられる。

##### ゲームの流れ
ゴージャスモード選択後のゲームの流れを順を追って示す。
1. シングルプレイ、マルチプレイLive、マルチプレイLANのいずれかを選択する。
2. キャラクター、武装を選択する。
3. マルチプレイLive/LANでは、ホストが「作成」を行って同行者の募集を行う。あるいは同行者の募集を行っているゲームを選択する。
  - マルチプレイでは既にホストプレイヤーや他プレイヤーが使用しているキャラクターと同じキャラクターは使用できないことに注意が必要である。なお、後述するカスタムコスチュームキャラクター（「聖グラディウス学園の制服Ver」）は、通常キャラクターと同一に扱われる。
4. ゲーム開始時ムービーが流れる。
5. ゲームが開始される。
6. シングルプレイではプレイヤー自身、マルチプレイLive/LANではホストプレイヤーが残機を全て失った時点でゲームオーバーとなる。
  - あくまでホストプレイヤーが全滅するまでのゲーム進行であり、ゲストプレイヤーは全滅した後、ゲームが進行している限り再参加することも可能である。
7. シングルプレイではゲーム終了後、ステージごとの評価、および獲得したスコアに応じて「gt」が支給される。
8. マルチプレイではゲーム終了後、必要に応じて参加プレイヤーのレビューを送信することができる。
9. 必要に応じてリプレイの保存、および希望する場合はリプレイデータの公開[21]を行う。

プレイヤーが残機を全て失った場合、条件次第（後述）でコンティニューが可能である。回数に制限は無い。
ステージ構成はオリジナルモードにおけるNORMAL～HARD相当となっており、難易度は全体的に抑えられている。一度最終ステージまで攻略した後、引き続き最初のステージからゲームを再開することができる（いわゆる「2周目」）が、パワーアップが初期状態に戻される上、敵機の増加、撃ち返し弾の発生、さらにコンティニューが不可能になる等、大幅に難易度が引き上げられる。

##### ステージ構成
ここでは、イースター島も含めたステージ構成を記載、括弧のステージNo.はイースター島を含めない場合での順序。上記シングルミッションにて解説済みのステージにおいては差異のみ解説する。
| ステージ | 内容                 | 解説 | ボス |
| -------- | -------------------- | --- | --- |
| 1        | サンサルバドル島     | 敵キャラの配置においてはシングルミッションと変わらないが、中ボス登場においてもBGMは変わらない。 | - ゲキガメNJD - プリンセス・セイレーン |
| 2        | 東京                 | スクロールが停止しなくなった。 | - ライディングコア・フギン＆ムニン - アイゴール |
| 3        | カナディアンロッキー | 前半は崖を前に上方向にスクロールする。後半は初代『グラディウス』1面がモチーフで、ボスの前衛も再現されているが、火山弾は火山からではなくペンギンが操作する機械から放出される。                                                        | - 火山弾 - ブラッグビッグコア |
| 4        | イースター島         | 伝統のモアイステージ。従来通り上下ループや赤い「怒りモアイ」が出現する他、レーザーを吐きながら回転する「モアイツインズ」が出現する。後半は『グラディウス2』1面後半と同じ石柱によるトラップがあり、ルート選択を間違うと壁に潰される。 | - よしお |
| 5(4)     | アレキサンドリア     | 基本的に変更は無いが、破壊不可能な黒い飛行パネルが低難易度でも出現する。 | - 太陽の船 - スカラベユニット |
| 6(5)     | 南極                 | 中盤の氷塊地帯に、破壊不可能な黒いブロックが壁を作っている。 | - クリスタルコアD-X02 |
| 7(6)     | ヴァルハラ           | 六角形のブロックで構成された要塞ステージで、背景には歴代シリーズの画面が写っている。従来作と異なりトラップ等は存在しない。終盤はボスラッシュとなっており、周回ごとに異なる中ボスが出現する。                                         | - ビッグコアMK-II（奇数周） - カバードコアMK-II（奇数周） - スペースマンボウ（奇数周） - テトラン（偶数周） - ローリングコア（偶数周） - アバドン艦（偶数周） - オーディーン・コア |

#### ショップ
ゴージャスモードで支給された「gt」を利用し、武装カードを購入することができる。購入した武装はオリジナルモード、ゴージャスモードの双方で使用可能。
「gt」の管理は各キャラクターごとに独立しており、また武装の購入に必要な「gt」の量もキャラクターごとに異なる。オリジナルモード（および、アーケードゲーム版『オトメディウス』）で、特定のキャラクターに対しては支給されない武装に関しては、本モードでも選択肢に登場せず、購入することができない。

また、高レベル武装を購入するためには、前のレベルの武装を既に所有している必要がある。例えば、ダブルLv2を購入するためには、ダブルLv1を購入、または支給を受けるなどして、既に所有している必要がある。同様にダブルLv3を購入するためにはダブルLv2を既に所有している必要があり、必然的にダブルLv1とLv2の両方を所有している状態である必要がある。
将来的にはXbox Live マーケットプレイスとの接続も予定されており、取扱説明書によれば、各種ダウンロードコンテンツの配信をここでも行うことが予定されている、とのことである。

#### ギャラリー
各種パブリッシュイラストや、設定資料などを閲覧することができる。取扱説明書ではゲーム進行に従って開放されるとあるが、最初から全項目が閲覧可能となっている。なお、オリジナルモードにて入手できるイラストカードは、本項目では閲覧できない。

### Xbox Live対応
- オリジナルモード、ゴージャスモードにおけるスコアランキング[20]
- オリジナルモードのバーサスミッションLiveにおけるマッチング
- ゴージャスモードのマルチプレイLiveにおけるマッチング
- リプレイのアップロード[21]、ダウンロード
- ダウンロードコンテンツによるキャラクター、ステージの追加、BGMのカスタマイズ（後述）

#### ダウンロードコンテンツ
他のXbox Live対応ソフトに見られるように、本作もXbox Live マーケットプレイスを利用した、有償・無償の追加コンテンツダウンロードによる拡張が行われている。
トレーラームービー
発売延期発表前に作成・配信開始されたものであるため、発売日の記述が9月25日になっている。無償。
ゲーマーアイコンセット
5人分1セットで2種類。価格は1セットあたり100MSP。
カスタムコスチュームキャラクター「聖グラディウス学園の制服Ver.」
オリジナルモード、ゴージャスモードの双方で使用可能な、コスチューム変更版のキャラクター。一人あたり150MSP（「空羽亜乃亜 聖グラディウス学園の制服Ver.」のみ無償）。亜乃亜（先着購入特典）、トロン、マドカ、ジオール、ティタ（2009年4月8日配信開始）の5名について存在する。また、それとは別にリプレイ参照用データのみの「カタログ」があり、こちらは無償。詳細は「オトメディウスGにて追加されたプレイヤーキャラクター」の項を参照。
カスタマイズBGMセット
ゴージャスモード、およびオリジナルモードシングルミッションのBGMを変更することができる。現時点で発表されているものは、コナミの旧作シューティングのBGMの、社内外アレンジャーによるアレンジ集である。1セットあたり400MSP。
『グラディウス』シリーズのBGMアレンジパックである「亜乃亜パック」と、『沙羅曼蛇』シリーズのBGMアレンジパックである「トロンパック」が、それぞれ2008年12月19日配信開始。
『ツインビー』シリーズのBGMアレンジパックである「マドカパック」、『XEXEX』のBGMアレンジパックである「ジオールパック」およびMSX版グラディウスシリーズ（『グラディウス2』と『ゴーファーの野望』）のBGMアレンジパックである「ティタパック」が、それぞれ2009年1月23日配信開始。
『サンダークロス』シリーズ、および『スペースマンボウ』のBGMアレンジパックである「エモンパック」が、2009年3月25日配信開始。
『グラディウス外伝』、および『ファルシオン』のBGMアレンジパックである「エスメラルダ&ポイニーパック」が、2009年4月8日配信開始。
なお、キャラクターごとに名称が振られているが、あくまで原曲の出典に基いたイメージ名称であり、どのキャラクターでも使用可能である。ダウンロード後、ゴージャスモードではオープニングムービーの直前、オリジナルモードシングルミッションでは第1ステージ開始直前のロード画面にて、BGMパックを選択することで使用可能。標準BGMに戻す場合も、同画面にて行う。
追加キャラクター「エスメラルダ」「ポイニー・クーン」
オリジナルモード、ゴージャスモードの双方で使用可能な追加キャラクター。2009年3月25日配信開始。一人あたり400MSP。ダウンロード後はティタのさらに右側に、エスメラルダ、ポイニーの順で追加される。また、それとは別に参照用データのみの「カタログ」があり、こちらは無償。詳細は「オトメディウスGにて追加されたプレイヤーキャラクター」の項を参照されたし。
追加ステージ「イースター島」
オリジナルモード、ゴージャスモード（シングルプレイのみ）の双方で使用可能な追加ステージ。2009年4月1日配信開始。500MSP。また、それとは別にリプレイ参照用データのみの「カタログ」があり、こちらは無償。
オリジナルモードでのレベルは☆☆☆（Normal時）。名前のとおり、モアイ像の島、イースター島をモチーフとしたステージである。
ダウンロード後、オリジナルモードでは通常のステージ選択にて選択可能となる。通常のステージは天使レベルを上げることで高次難易度が選択可能となるが、本ステージは最初から4難易度すべてが選択可能。ゴージャスモードでは、カナディアンロッキーステージとアレキサンドリアステージの間にステージ4として追加され、通常の6ステージルートを進攻するか、イースター島ステージを交えた全7ステージを進攻するかが選択可能となる。
なお、前述のカスタマイズBGMセットを使用した場合、本ステージにも各セットに対応した専用のカスタマイズBGMが適用される。
オリジナル、ゴージャスのモードにかかわらずこのステージを選択し、ランキングにスコアを残すと他のランキングとは分けて集計される。
ダッシュボード用プレミアムテーマ
メイン背景にサン・サルヴァドルステージ、各ライブラリの壁紙およびフレンド用オブジェクトに各キャラクターをあしらった「プレミアムテーマ1」が2009年1月23日配信開始。メイン背景、および各ライブラリの壁紙、フレンド用オブジェクトに各キャラクターをあしらった「プレミアムテーマ2」が2009年4月1日配信開始。250MSP。
ダッシュボード用レガシーテーマ
各キャラクターを壁紙に、ガイドウィンドウの背景にハニカム模様をあしらったテーマ。2種類が存在したが、現在は配信終了している。配信終了前に入手したものは、壁紙に限り引き続き利用可能。ただし、壁紙の仕様が変わったことから、他のレガシーテーマと同様、全体的に横長の映像となる。
東京ゲームショウ版トレーラームービー
TGS2008開催直後の短い期間、「TGS2008 Bring it home」枠にて配信されていた。構成は前出のトレーラームービーに近いが、イメージ映像であった一部の場面が実際のゲーム画面に差し替えられている。当時は発売延期中であり、発売日決定の直前であった（閉幕直後の10月17日に、決定した発売日が発表された）ため、ムービー中には発売日の記述は存在しない。

### 専用コントローラー
本作には、「専用コントローラー」となるタッチパッドつきのジョイスティック「ハイパースティックPro オトメディウスG Ver.」が存在する。
アーケードゲーム版ではドラマティックバースト時の操作などでタッチパネルを使用していた。家庭用移植にあたり、タッチパネル相当の操作は（可能な局面に限り）表示されるカーソルを右スティックにて操作し、Aボタンで該当部分を"タッチ"する、という操作系に変更されている（この変更に伴い、オリジナルモード中でも「タッチで～せよ」とされていた表記は全て削除されている）。
「ハイパースティックPro オトメディウスG Ver.」は、極力アーケードゲーム版に近い操作感覚で各種操作を行えるようにタッチパッドを装備し、さらにレバーやボタンなどのパーツもアーケード筐体と同等のものを使用して製作されている。本コントローラの製作は、HORIが担当した。
なお、コントローラとしては1スティック・4ボタン・3機能ボタン（ガイドボタン含む）という構成であり、標準のXbox 360用コントローラに比べてスティック数、ボタン数ともに少ないため、他ソフトでは利用できない場合がある。また、タッチパッド部については、2010年1月現在、他のソフトで対応をうたったものは存在しない。
メーカー直販サイトであるコナミスタイルにおいて、数量限定でソフトウェアとのカップリングパッケージにて販売された。予約限定の出荷である。現在は完売となっており、同サイトからの購入はできない。

### 備考
- 当初は2008年9月25日の発売予定となっていたものが「不具合の改善とさらなるクオリティアップのため」に一度発売日未定とされた経緯がある[25]。このため、延期発表前に作成されたXbox Liveにて配布されているトレーラームービーなどは、発売日の日付が9月25日となっている。
- ボスキャラクターの声優はアーケード版では不明とされていたが、本作のエンディングクレジットにより全配役が判明した。ただし、後ほど追加になった「イースター島」のボスキャラである「モアイよし子」については、エンディングクレジットに記載がなく、公式サイトにおいても配役が伏せられている。
- 本作のBGMのうち、アーケードゲーム版から使用されているものは古賀博樹による、Naya~n名義での作曲である。追加されたステージのBGMは、柏木るざりんによる作曲である。
- ゲーム起動時にはアーケードゲーム版同様オープニングムービーが流れるが、一部キャラクターが差し替えになる、ゴーファー姉妹のイラストが新規書き下ろしのものに差し替えられるなど、構成が変化している。なお、オリジナルモード選択時にはアーケードゲーム版のムービーを鑑賞することもできる。
- オリジナルモードではステージ開始時、ボタン操作を解説した映像が映し出されることがあるが、この時のボタン配置やボタン色はXbox 360コントローラのものに合わせて修正されている。
- 本作のタイトルコールは、オペレッタ（島本須美）によるものと、各プレイヤーキャラクターによるものがそれぞれ2通り（通常のタイトルコールと、声量を抑えた囁くようなもの）ずつ存在する。オリジナルモード選択時にはアーケードゲーム版のタイトルコールも行われるため、合計で15種類ものタイトルコールが収録されていることになる。なお、DLCを追加した後は、エスメラルダ、ポイニーの両キャラ分も追加される。
- 2009年3月9日にアップデートが実施され、ゴージャスモード・マルチプレイにおけるユーザインタフェースが改良された。

## 歴史
- 2007年
  - 2月16日 - 2月17日　AOU2007アミューズメント・エキスポで初公開。人気アンケートで1位を獲得。
  - 5月12日 - 6月10日　東京レジャーランド秋葉原店他にて順次ロケテストが行われた。
  - 6月13日　公式サイトおよび月刊アルカディア誌上にてウェポン希望アンケート実施。
  - 7月上旬　ウェポン希望アンケートの結果が公式サイトで発表される。
  - 10月15日　正式稼動開始。ただし、この時点では筐体込みの販売のみのため稼動店舗は限られていた。
  - 10月19日　デジタルコミックの「オトメディウスA.D.」のエピソード1が掲載。
  - 10月29日　他ゲームからのコンバージョンキットの発売開始。コナミは「本格稼動開始」と発表。
  - 11月15日　公式サイトで新キャラクターの「マドカ」が発表される。
  - 11月20日　第1回バージョンアップの実施。キャラクター「マドカ」が追加される。
  - 11月23日　オトメディウスA.D.の正式連載開始、エピソード2が掲載される。
- 2008年
  - 1月11日　公式サイトで新キャラクターの「ジオール・トゥイー」が発表される。
  - 1月29日　第2回バージョンアップの実施。新キャラクター「ジオール」と隠しキャラクターが追加される。
  - 2月6日　コナミネットDXでキャラクター別ランキングが公開される。
  - 2月20日　公式サイトで隠しキャラ「ティタ・ニューム」を公表する。
  - 2月29日　公式サイトで「バーサスミッション」の概要が公表される。
  - 3月26日　第3回バージョンアップの実施。「バーサスミッション」2モードの選択が可能となる。デモンストレーションにジオールが追加。
  - 4月23日　第4回バージョンアップの実施。5月発売予定の「オトメディウスプライズコレクション」と連動したプログラムの実装。「バーサスミッション」のバランス調整及び不具合の修正を実施。
  - 5月25日　「オトメディウスプライズコレクション」携帯ストラップでのウェポンカードの実装スタート。
- 2011年
  - 9月30日 オンライン稼働の終了。
- 2014年
  - 8月11日 家庭用PCからアーケードゲームをプレイできるe-AMUSEMENT CLOUDにてサービス開始。
- 2016年
  - 12月15日 e-AMUSEMENT CLOUD版サービス終了。